# Жоржі де Мінезіш
Жо́ржі де Міне́зіш (порт. Jorge de Meneses ; близько 1498 — 1537) — португальський мореплавець і дослідник зі стародавнього дворянського роду Мінезішів.

## Життєпис

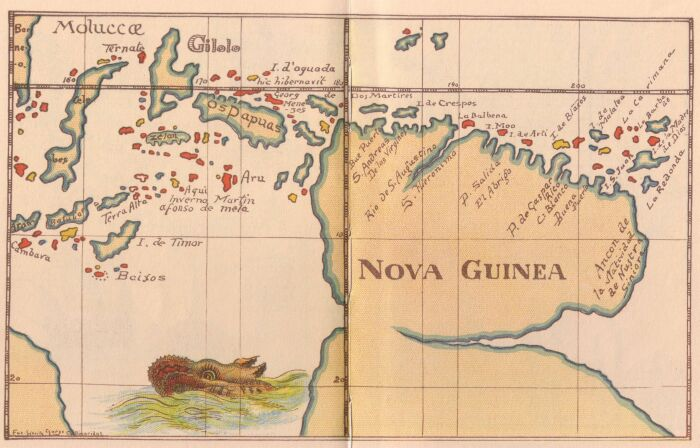
Молуккські острови та Нова Гвінея на іспансько/португальській мапі, приблизно 1600 року.

У 1526—1527 роках прибув на острів Вайгео (входить до складу сучасної Індонезії). Деякий час перебував у місті Васаі, щоб перечекати проходження сезону мусонів. Назвав цей регіон «Острови папуасів» (порт. Ilhas dos Papuas). Таким чином йому приписують європейське відкриття Нової Гвінеї.
1526 року відвідав султанат Бруней і уклав із ним торговий договір. Відповідно до цього договору Бруней постачав у португальську Малакку перець, сушену рибу та рис, а натомість отримував зброю та тканини.
У 1527—1530 роках був губернатором (капітаном) Молуккських островів, які португальці вперше відвідали 1512 року, з резиденцією на острові Тернате. Під час перебування Мінезіша на цій посаді був пограбований іспанський форт на сусідньому острові Тідоре, отруєний султан Тернате та вчинені різні жорстокості відносно місцевого населення. Згодом був заарештований і відправлений до Португальської Індії. Після повернення до Португалії був засланий до Португальської Бразилії, де загинув 1537 року в бою проти індіанців.